# Mobile High-Definition Link
Mobile High-Definition Link (MHL) är ett standardiserat gränssnitt för ljud och bild för anslutning mellan telefoner och andra mobila enheter till en TV. Anslutningen klarar 1080p-upplösning över en kabel med få ledare samtidigt som den laddar enheten, för att laddning ska vara möjligt behöver den mottagande enheten, TV eller förstärkare, även stödja MHL. För mottagande enheter som inte stödjer MHL behövs en adapter som tillåter att en Nätadapter ansluts för att enheten ska kunna laddas samtidigt som den är inkopplad. 
- Standarden anger inte vilka kontakter som ska användas, men det är vanligt att en kabel har microUSB i ena änden och HDMI i den andra.
- Man kan styra enheten med fjärrkontrollen hörande till en MHL-kompatibel TV.